# 梅多克地区穆利斯
梅多克地区穆利斯（法語：Moulis-en-Médoc，法語發音：[mulis ɑ̃ medɔk]）是法国吉伦特省的一个市镇，属于莱斯帕尔梅多克区。

## 地名
《世界地名译名词典》将其纯音译作“穆利昂梅多克”，然而该地名中“Moulis”的末尾字母“s”发音，即便纯音译也应译作“穆利斯昂梅多克”。

## 地理
梅多克地区穆利斯（45°3'34"N, 0°46'13"W）面积20.56 平方千米，位于法国新阿基坦大区吉倫特省，该省份为法国西南部沿海省份，是法國本土面积最大的省，北起滨海夏朗德省，西临大西洋，南至朗德省，东南接洛特-加龍省，东临多爾多涅省。
与梅多克地区穆利斯接壤的市镇（或旧市镇、城区）包括：利斯特拉克梅多克、阿旺桑、卡斯泰尔诺-德梅多克、阿尔桑、拉马克、圣埃莱娜、苏桑。
梅多克地区穆利斯的时区为UTC+01:00、UTC+02:00（夏令时）。

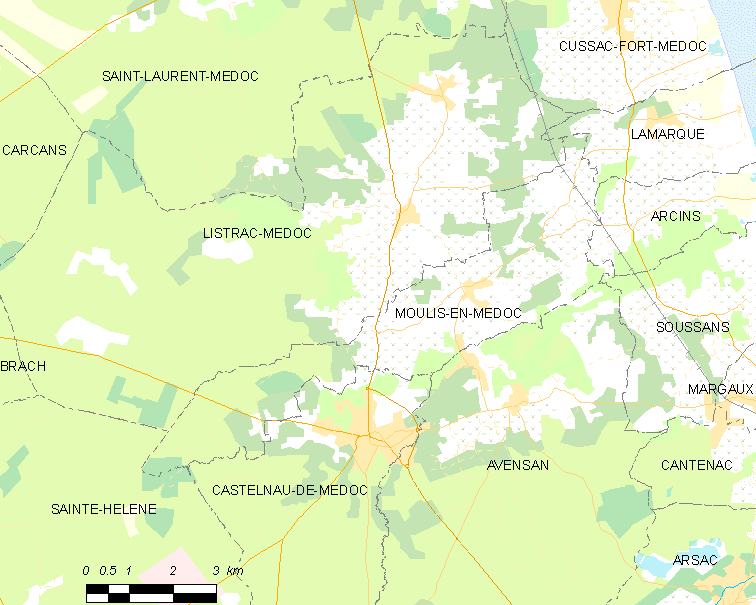
梅多克地区穆利斯的OSM定位图

## 行政
梅多克地区穆利斯的邮政编码为33480，INSEE市镇编码为33297。

## 政治
梅多克地区穆利斯所属的省级选区为南梅多克县。

## 人口

1962-2008年间梅多克地区穆利斯人口变化图示

梅多克地区穆利斯于2022年1月1日时的人口数量为1917人。